# Paradela (Barcelos)
Paradela ist eine Gemeinde (Freguesia) im nordportugiesischen Kreis Barcelos. In ihr leben 789 Einwohner (Stand 19. April 2021).